# Морунгаба
Морунгаба (порт. Morungaba) — муниципалитет в Бразилии, входит в штат Сан-Паулу. Составная часть мезорегиона Макрорегион агломерации Сан-Паулу. Входит в экономико-статистический микрорегион Браганса-Паулиста. Население составляет 11 168 человек на 2006 год. Занимает площадь 146,496 км². Плотность населения — 76,2 чел./км².

## История
Город основан 29 июня 1888 года.

## Статистика
- Валовой внутренний продукт на 2003 составляет 142 787 946,00 реалов (данные: Бразильский институт географии и статистики).
- Валовой внутренний продукт на душу населения на 2003 составляет 13 480,74 реала (данные: Бразильский институт географии и статистики).
- Индекс развития человеческого потенциала на 2000 составляет 0,788 (данные: Программа развития ООН).

## География
Климат местности: горный тропический. В соответствии с классификацией Кёппена, климат относится к категории Cwb.